# بطولة أوروبا لكرة الماء 1927
بطولة أوروبا لكرة الماء 1927 كان الموسم الثاني من بطولة أوروبا لكرة الماء، وجرت المنافسات في بولونيا (إميليا رومانيا) إيطاليا، ونظمت من قبل الاتحاد الأوروبي للسباحة.

## النتائج
| م       | المنتخب         |
| ------- | --------------- |
| ذهبية   | المجر           |
| فضية    | فرنسا           |
| برونزية | بلجيكا          |
| 4       | السويد          |
| 5       | ألمانيا         |
| 6       | النمسا          |
| 7       | تشيكوسلوفاكيا   |
| 8       | المملكة المتحدة |
| 9       | يوغوسلافيا      |
| 10      |                 |